# Campement propalestinien de l'Université McGill
Le campement propalestinien de l'Université McGill est une manifestation d'occupation qui se déroule sur le campus principal de l'Université McGill, à Montréal, depuis le 27 avril 2024. Il s'agit de la première manifestation canadienne notable s'étant inscrite dans le mouvement de protestation pro-palestinien qui a émergé sur les campus universitaires en 2024, lequel appelait les universités à rompre leurs liens avec Israël dans le contexte de l'assaut du pays contre Gaza dans la guerre à Gaza. Comme plusieurs de ses prédécesseures, la manifestation à McGill prend la forme d'un campement, un groupe de tentes occupées jour et nuit par les manifestants.
Le campement a été planifié par un collectif de groupes étudiants propalestiniens de McGill et de l'université voisine de Concordia. Leurs revendications sont la rupture des liens que ces universités entretiennent avec Israël, notamment en se désinvestissant de fonds liés à Israël, tels que des fabricants d’armes. Une vingtaine de tentes ont d'abord été installées près du portail Roddick et encerclées d’une clôture métallique. Dans les jours qui ont suivi, le campement s'est agrandi pour atteindre environ 100 tentes. Il est équipé de diverses installations et organise des activités quotidiennes liées à ses revendications. Des étudiants et des professeurs de diverses universités montréalaises, dont l'Université du Québec à Montréal et l'Université de Montréal, habitent les tentes.
L'Université McGill a déclaré le campement illégal et réquisitionné l'aide de la police pour le démanteler. Le président de l'université, Deep Saini, a accusé les manifestants d'antisémitisme, ce qu'ils ont démenti. Pour l'instant, la police de Montréal n'a pas tenté de démanteler le campement, qui a été décrit comme pacifique à plusieurs reprises. La Cour supérieure du Québec a rejeté une demande d'injonction contre la manifestation, déposée au nom de deux étudiants qui ont décrit un climat hostile autour du campement. Le premier ministre du Québec, François Legault, s'est joint à McGill pour déclarer le campement illégal et demander l'intervention policière. Les membres du campement ont énoncé leur intention de rester sur place jusqu'à ce que leurs revendications soient satisfaites.
Le campement a été démantelé le 10 juillet 2024.

## Controverse

### Antisemitisme
L'université McGill a déclaré avoir des "preuves vidéo de personnes utilisant un langage sans équivoque antisémite et un comportement intimidant" dimanche, qu'elle a condamné et promis d'enquêter . Le président de McGill, Deep Saini, a jugé certains chants des manifestants antisémites, tels que "Retournez en Pologne" et "Dites-le fort, dites-le clairement, nous ne voulons pas de sionistes ici". L'université condamne fermement ces propos et comportements . La communauté juive a exprimé son inquiétude et sa douleur face à ces incidents. Les étudiants juifs se sentent de plus en plus marginalisés et menacés sur le campus. Le climat de peur et de tension a profondément affecté leur sentiment de sécurité et leur bien-être. Les leaders communautaires ont appelé à des actions concrètes pour lutter contre l'antisémitisme et protéger les droits de tous les étudiants.

### Programme d'été pour la jeunesse révolutionnaire (Revolutionary youth summer program)
Un programme d'été controversé, qualifié de "révolutionnaire" par ses organisateurs, a débuté au campement pro-palestinien sur le campus de l'Université McGill à Montréal. S'étalant sur quatre semaines, ce programme propose des conférences sur l'histoire palestinienne et le mouvement de résistance, ainsi que des cours de langue arabe et des activités artisanales culturelles. Environ 50 à 80 personnes, principalement des étudiants, se sont inscrites pour la première semaine. Cependant, le programme a suscité la controverse après la publication d'une affiche promotionnelle montrant une image historique de personnes tenant des fusils. Cette image a provoqué des réactions de politiciens fédéraux et provinciaux qui ont demandé le démantèlement du campement. Malgré cela, Zaina Karim, porte-parole du programme, défend l'utilisation de cette image et affirme que les organisateurs n'ont aucun regret à ce sujet. Ce programme d'été illustre les tensions persistantes autour du débat israélo-palestinien sur les campus universitaires .

## Contexte

### Groupes étudiants
Depuis le début de la guerre à Gaza le 7 octobre 2023, des groupes étudiants des deux universités anglophones montréalaises, McGill et Concordia, ont gagné en visibilité en organisant des protestations et des manifestations en soutien à la Palestine ou à Israël,. Le 8 novembre 2023, une échauffourée a éclaté à Concordia après que deux groupes étudiants, Solidarité pour les droits humains palestiniens (SPHR) Concordia et StartUp Nation, aient installé des kiosques avoisinants dans un espace commun de l'université. Le premier collectait des fonds pour la crise humanitaire à Gaza tandis que le second cherchait à sensibiliser la population au sujet des otages détenus par le Hamas. Trois blessures ont été signalées et un étudiant a été arrêté.
Le 19 décembre, McGill a retiré à son chapitre de la SPHR le droit d'arborer le nom de l'université après avoir constaté une publication en ligne, supprimée depuis, qualifiant l'assaut du Hamas en Israël du 7 octobre d'« héroïque ».

### Manifestations contre les investissements de McGill
À l'Université McGill, des groupes propalestiniens ont protesté contre les investissements de l'institution étant liés à Israël, notamment dans la fabrication d'armes. Lors d'un référendum organisé le 20 novembre 2024, 78 % des étudiants participants ont voté en faveur d'une motion appelant l'université à rompre ses liens avec les entreprises « complices d'un génocide », ainsi qu'à condamner le bombardement israélien de la bande de Gaza. McGill a menacé de mettre fin à son entente avec son association étudiante, l'Association étudiante de l'Université McGill (AÉUM), si cette dernière ratifiait la motion. L'entente en question comprend le financement de l'AÉUM et l'utilisation du nom de McGill. La Cour supérieure du Québec a suspendu l'adoption de la motion après qu'une injonction a été déposée par un étudiant. Le 19 février 2024, un petit groupe d'étudiants de McGill a entamé une grève de la faim pour appeler l'université à se désinvestir d'Israël. Une manifestante n'ayant pas mangé en 34 jours a éventuellement dû séjourner à l’hôpital. Le 22 février, des manifestants ont bloqué les entrées du bâtiment Bronfman de McGill, qui abrite la Faculté de gestion Desautels, afin de protester contre les investissements de cette faculté en Israël.

#### Composition du fonds de dotation de McGill

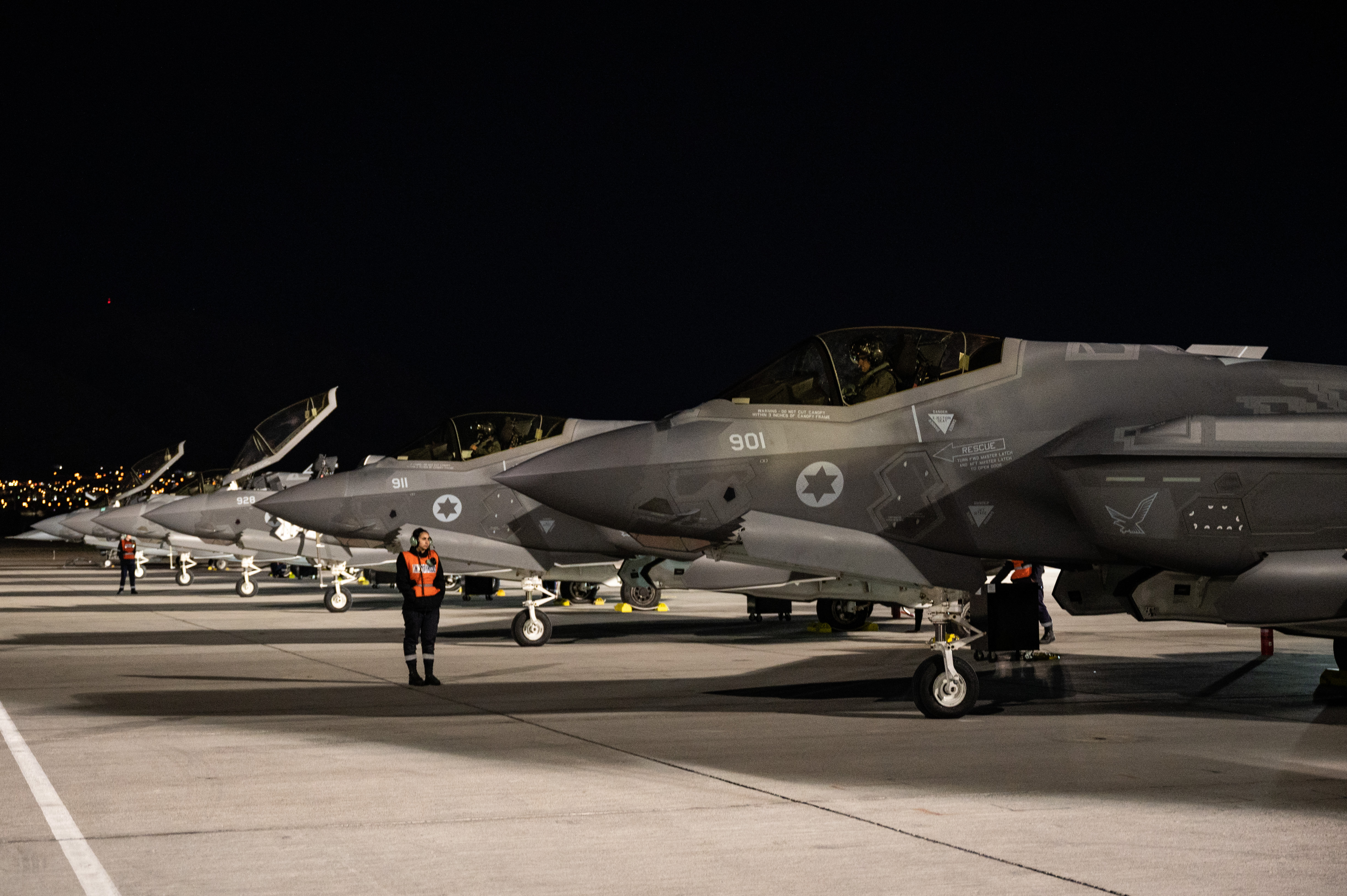
Des investissements dans Lockheed Martin, un fournisseur d'avions de combat à Israël, sont particulièrement contestés

Le 18 avril 2024, deux des groupes étudiants propalestiniens de McGill ont publié un document compilant 50 entreprises liées à Israël dans lesquelles l'université détenait des investissements en date du 31 décembre 2023,. La valeur de ces investissements, qui étaient publiquement affichés sur le site web de McGill, totalise au moins 73 millions de dollars. De ce montant, plus de 5,5 millions de dollars ont été investis dans des compagnies de technologie militaire ayant des contrats avec l'armée israélienne, notamment Lockheed Martin, Thales, Safran, Dassault, Airbus et BAE Systems,. Plusieurs autres sociétés qui opèrent dans les colonies israéliennes, ainsi que des grandes banques canadiennes, incluses en raison de leurs propres investissements dans la fabrication d’armes, apparaissent dans l’ensemble de données. Le fonds de dotation de McGill, géré par des gestionnaires externes embauchés par l'université, vaut au total environ 1,8 milliard de dollars,. L’Université Concordia, quant à elle, ne divulgue pas publiquement ses investissements.

### Campements universitaires aux États-Unis
Le 17 avril 2024, des étudiants de l'Université Columbia, à New York, ont installé un campement sur leur campus en signe de protestation contre les investissements de leur université en Israël. Le lendemain, la présidente de Columbia, Minouche Shafik, a appelé le Service de police de la ville de New York (NYPD) à démanteler le campement, ce qui a conduit à l'arrestation de plus de 100 manifestants. L'événement a fait les manchettes américaines et a inspiré la création d'autres campements propalestiniens à travers le pays et dans le monde.

## Organisation
Des étudiants propalestiniens de Montréal ont été directement inspirés par le mouvement de protestation se développant alors aux États-Unis. Le campement de McGill, surnommé la « zone libérée », a été annoncé pour la première fois sur les réseaux sociaux par les chapitres de McGill et de Concordia du groupe Solidarité pour les droits humains des Palestiniens (SPHR),. Les chapitres de McGill et de Concordia du groupe Voix juives indépendantes ont également contribué à l'organisation du campement.

### Première journée
Le matin du samedi 27 avril 2024, l'administration de McGill envoie un communiqué à ses étudiants, en réponse aux publications en ligne annonçant le campement,. Le courriel les informe que les campements ne sont « pas autorisés sur notre campus » et qu'ils « peuvent créer de sérieux problèmes de santé et de sécurité tout en augmentant le potentiel d'escalade et de confrontation ». McGill n'a pas initialement précisé si elle demanderait que les tentes soient retirées de force.

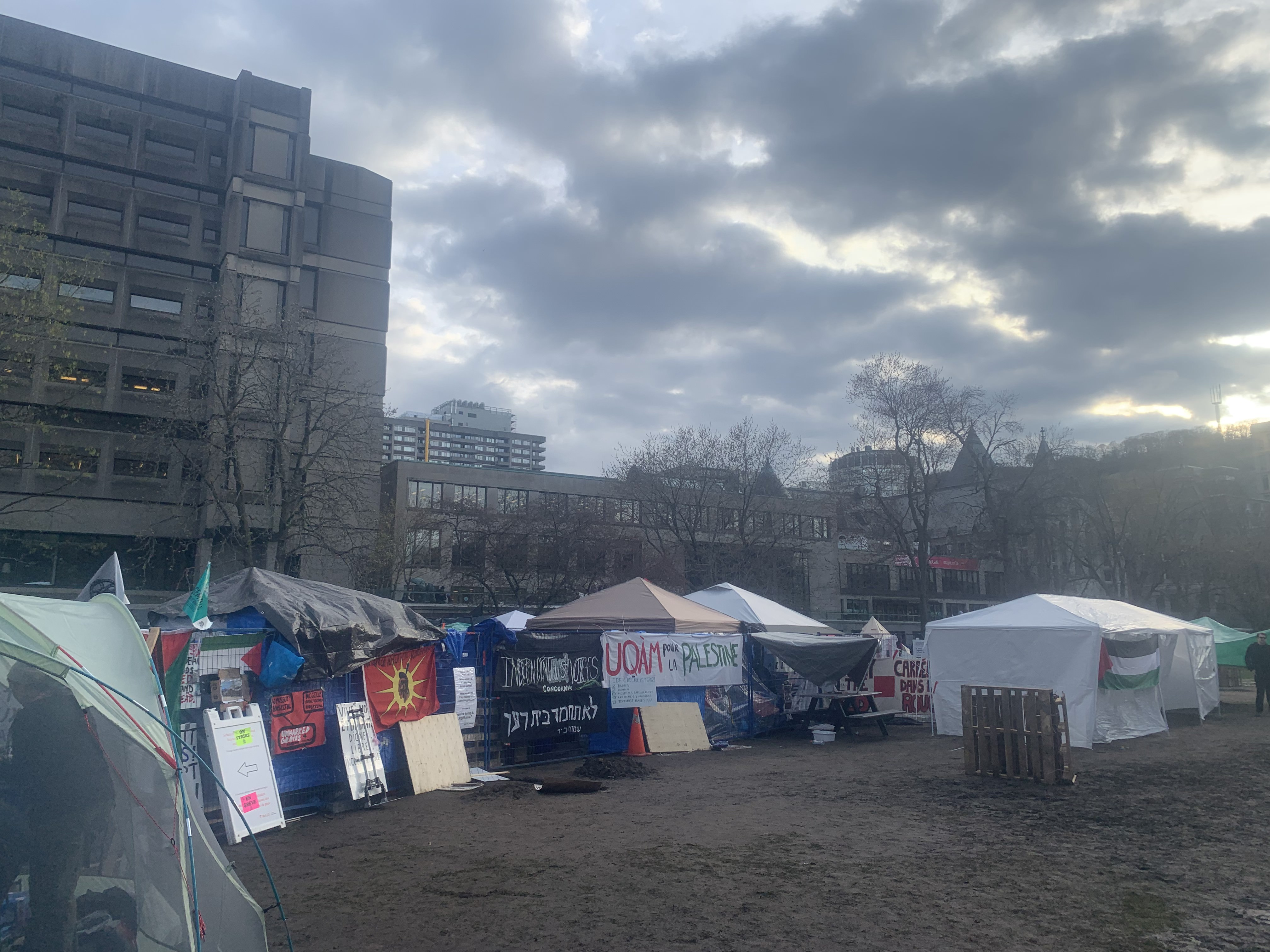
Une haute clôture a été érigée autour du campement et recouverte de pancartes

Le même jour, peu après 13 h 30, une vingtaine de tentes sont installées sur le terrain qui côtoie le portail Roddick, l'entrée principale du campus de McGill au centre-ville,. De hautes clôtures métalliques sont érigées autour du campement et décorées de pancartes et de drapeaux,. Plus de 100 manifestants assistent au processus d'installation. Peu avant 15 h 30, un plus grand groupe de manifestants, qui manifestait alors sur la rue Sherbrooke, atteint le campement,. Une grande partie des manifestants quittent le campus vers 19h30. Il pleut durant la première nuit du campement.
Les médias d'information ont décrit le campement propalestinien de McGill comme le premier du genre au Canada,,. Cependant, des publications en ligne ont fait état d'un groupuscule de tentes sur le campus de l'Université de l'Alberta, à Edmonton, le 22 avril 2024.

### Revendications
Comme c'est le cas pour d'autres manifestations étudiantes liées à la guerre entre Israël et le Hamas, le campement de McGill exige que les universités de McGill et Concordia rompent leurs liens financiers et académiques avec Israël,. Cela implique le désinvestissement de fonds liés à Israël, notamment des fabricants d’armes faisant affaire avec l’armée israélienne et des entreprises opérant dans les territoires occupés par Israël, ainsi que la rupture de liens avec les universités israéliennes,. Des revendications supplémentaires incluent une condamnation publique de l'offensive israélienne sur Gaza et l'exercice de pressions sur le gouvernement canadien concernant ses liens militaires avec Israël, ainsi que la protection du droit des étudiants à manifester,. De manière générale, le campement est également décrit comme un acte de solidarité avec la Palestine.

## Campement

### Emplacement et membres

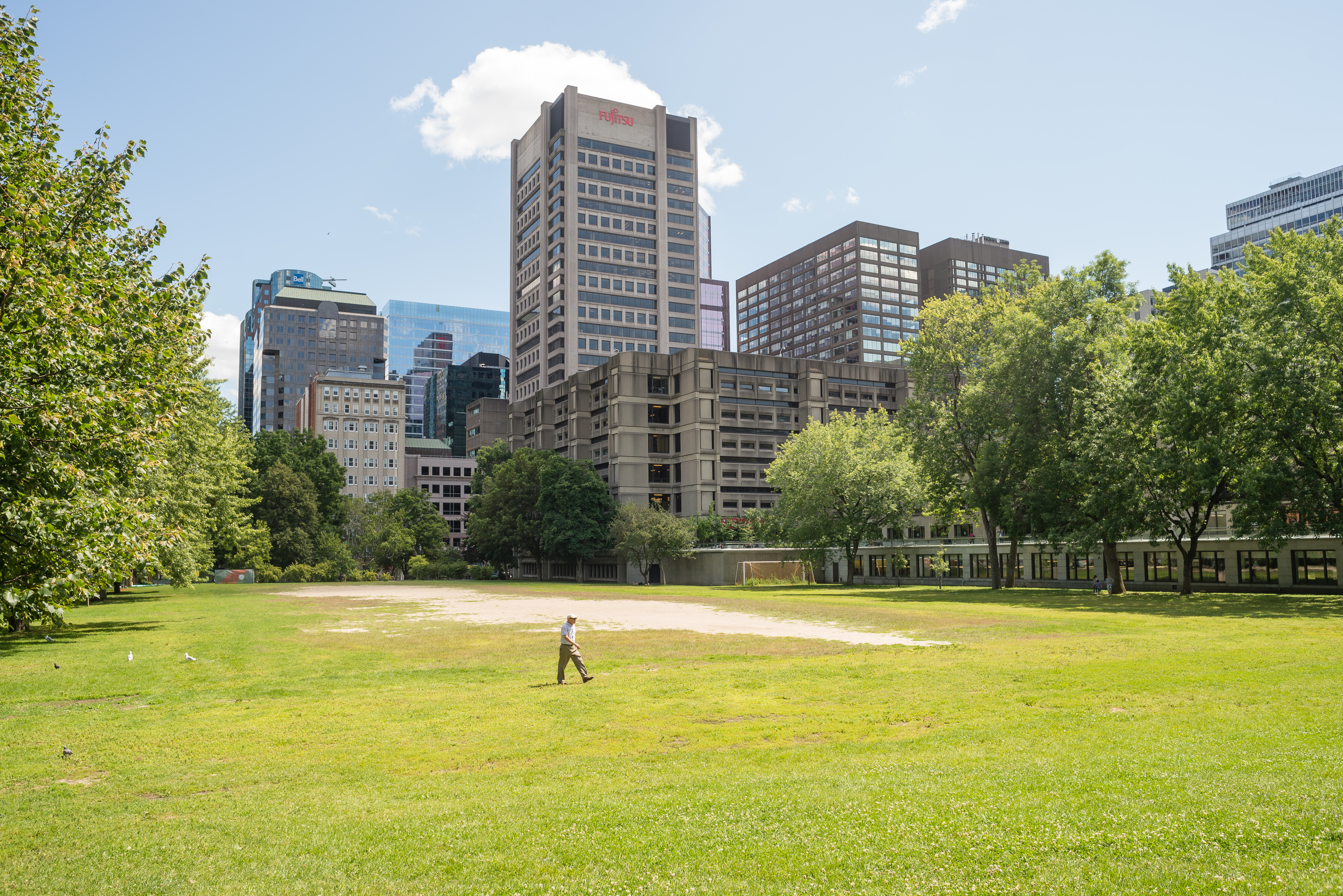
Le site du campement, photographié en 2017

La « zone libérée » est située sur le terrain inférieur du campus de McGill du centre-ville de Montréal, derrière son entrée principale par le portail Roddick, sur la rue Sherbrooke,. Le 1er mai 2024, le campement couvre une superficie d'environ 4000 mètres carrés. Selon un décompte du 3 mai 2024, une centaine de tentes y sont présentes, le quintuple des quelque 20 tentes initialement plantées. Le campement est principalement habité par des étudiants de McGill et de Concordia, qui ont organisé la manifestation, bien que les universités francophones de Montréal, l'Université du Québec à Montréal (UQAM) et l'Université de Montréal, y soient également représentées. Un groupe d'environ 100 professeurs dorment également sur le site à tour le rôle. Ils offrent des conseils et aident à la lessive, entre autres services,. Outre les campeurs, de nombreux visiteurs passent également du temps sur le site et livrent des provisions.

### Structure et aménagement
Selon les manifestants, le campement a développé une structure organisationnelle et un code de conduite dont les règles traitent de questions comme le discours haineux et la discrimination,. Les campeurs tiennent une assemblée générale chaque matin, discutant des développements du moment à Gaza et d'autres sujets liés à leurs revendications.

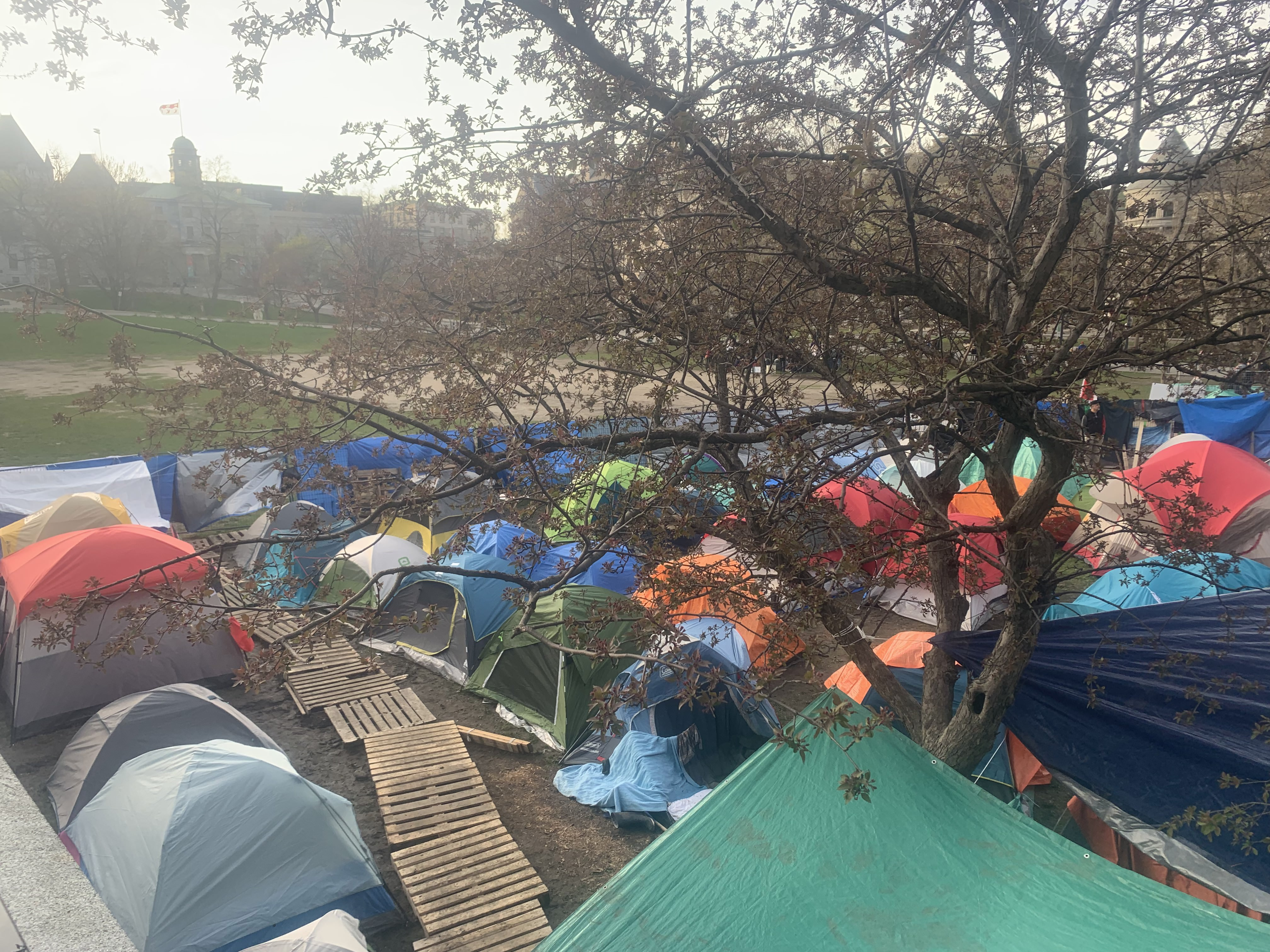
Des palettes de bois tapissent les allées entre les tentes

Les tentes des manifestants sont situées à l'intérieur d'une zone clôturée. La barricade de fortune a été renforcée dès la première semaine, après que des figures d'autorité clés ont demandé le démantèlement du camp. Les journalistes ne sont pas autorisés à franchir ces barrières. Devant l'entrée, des manifestants accueillent les visiteurs venus livrer des provisions, lesquelles peuvent inclure de la nourriture, des batteries, des vêtements, des médicaments et des bottes de pluie,. La partie extérieure du campement a été agrandie avec des abris-soleil, des kiosques et une petite scène où peuvent être installés un microphone et des haut-parleurs,,. Un "magasin gratuit" distribue du café, de la nourriture et des vêtements de pluie. En raison d'une première semaine largement pluvieuse, les campeurs ont creusé des tranchées, puisé l'eau avec des pichets en plastique et placé des palettes de bois sur la pelouse boueuse afin de fournir des passerelles entre les tentes,. Le campement est par ailleurs équipé d'une bibliothèque, d'une tente médicale avec du personnel qualifié, d'espaces communautaires et de prière, d'un générateur et de toilettes mobiles,,. Le Service de sécurité incendie de Montréal (SIM) a inspecté le campement et conclu qu'il était sécuritaire.

### Activités
De nombreuses activités sont organisées dans le campement et ses alentours. Elles ont inclus des lectures de poésie, des performances musicales, des conférences sur l'histoire de la Palestine, des célébrations de la Pessa'h, des débats, des discussions et des ateliers de courtepointe. Un grand écran peut être installé à l'extérieur du campement pour la projection de films. Des films palestiniens et La Bataille d'Alger (1966) ont été projetés,. Une aire de jeux permettant aux enfants de bricoler est également aménagée certaines journées,. Le 5 mai 2024, la Journée de la robe rouge au Canada, des événements ont été prévus pour commémorer les femmes autochtones disparues et assassinées. Les organisateurs du campement publient quotidiennement un horaire d'activités.

## Déroulement

### Réponse de l'Université McGill

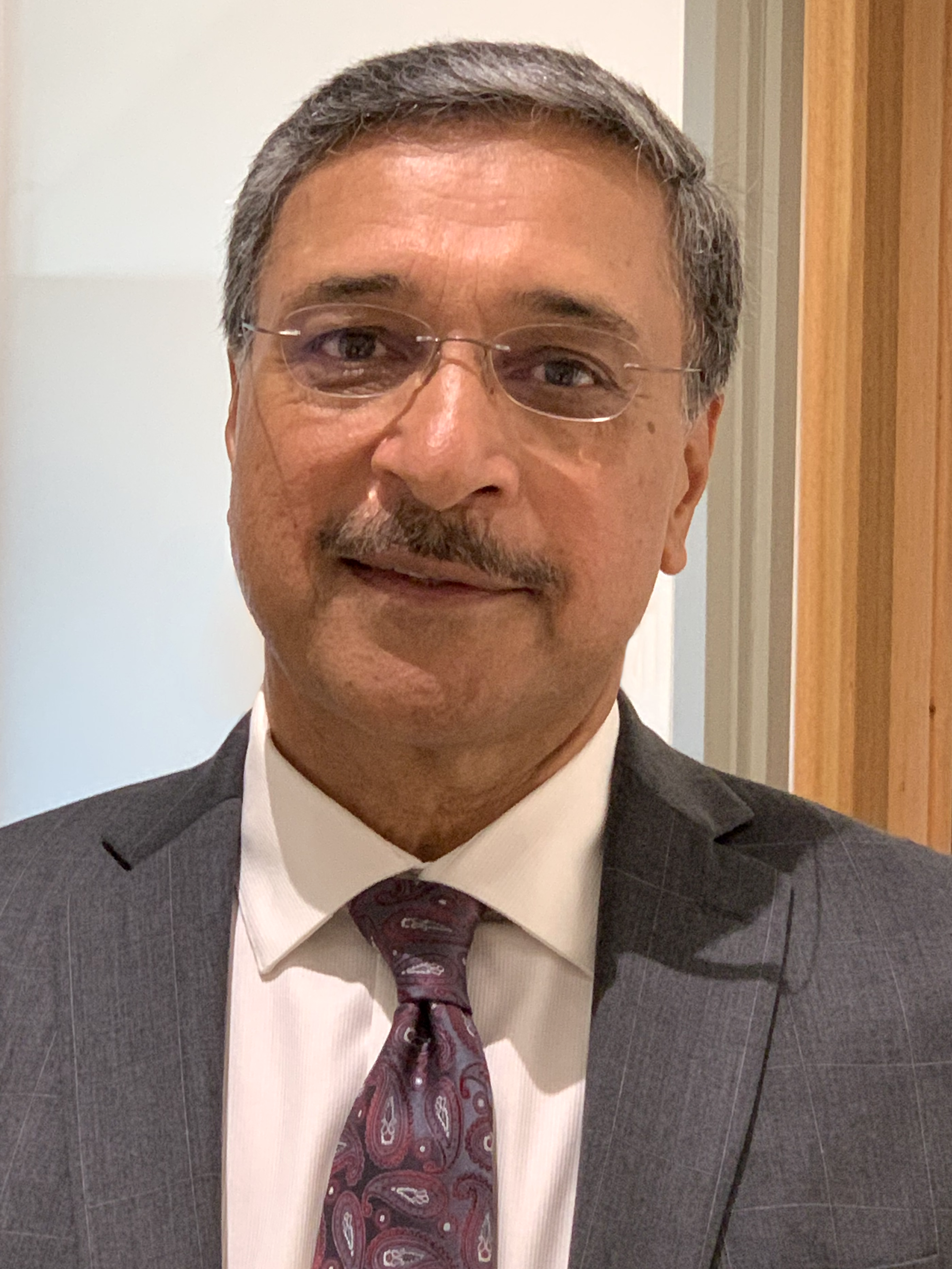
Deep Saini, président de l'Université McGill

La journée d'installation du campement, avant que les tentes ne soient plantées, McGill envoie un communiqué par courriel à ses étudiants, déclarant que les campements ne sont « pas autorisés ». Une fois les tentes installées, des représentants de McGill viennent demander à ce qu'elles soient retirées, ce que les manifestants refusent de faire. Ce jour-là, McGill ne précise pas si les tentes seraient enlevées de force et ne demande pas d'intervention policière, selon le Service de police de la Ville de Montréal (SPVM),.
Deux jours plus tard, le 29 avril 2024, McGill déclare que la situation a « considérablement évolué ». L'université affirme que le campement, dont la taille a triplé depuis le premier jour, est en grande partie occupé par des étudiants non affiliés à McGill et qu'il contrevient à la fois au règlement universitaire et à la loi,. Le président de McGill, Deep Saini, dénonce « l'antisémitisme clair » présent parmi les manifestants. L'université affirme aussi examiner « des preuves vidéo de certains individus adoptant un langage clairement antisémite et un comportement intimidant », mais ne fait pas initialement parvenir ces preuves aux journalistes,. À 16 heures, un porte-parole de la sécurité de McGill remet aux manifestants des dépliants leur demandant de se disperser. Il revient plus tard pour émettre un « dernier avertissement » et déclare que l'université pourrait appeler la police. Plus tard dans la journée, McGill demande une intervention policière au SPVM,. Jusqu'à maintenant, ces derniers n'ont pas exécuté la requête.
Le lendemain, 30 avril 2024, Saini réitère que le démantèlement du campement est « non négociable ». Il s'engage à organiser un forum avec les manifestants si ces derniers quittent le campus, afin de discuter de leurs revendications « de manière pacifique, respectueuse et civilisée »,. Un porte-parole des manifestants déclare que l'offre n'est pas « sérieuse » et qu'ils comptent rester jusqu'à ce qu'ils « constatent un désinvestissement ».

### Sécurité, légalité et présence policière
Le SPVM a, à plusieurs reprises, qualifié le campement de McGill de pacifique. En date du 8 mai 2024, aucun incident n’avait été signalé sur place. Le 30 avril 2024, un porte-parole du SPVM affirme que la situation sur le campus relève du droit civil et qu'« aucun crime [n'est] commis ».
Le premier jour du campement, plusieurs véhicules de police sont garés à portée de vue de la mobilisation, bien que la sécurité de McGill soit apparemment l'entité chargée de la situation,. Dans la soirée du 1er mai 2024, deux minibus transportant des policiers en tenue antiémeute, lesquels se trouvaient au centre-ville de Montréal en raison d'une manifestation non connexe, s'arrêtent devant le campement durant environ 25 minutes,. Le lendemain, en raison d'une contre-manifestation pro-Israël, des dizaines de policiers à vélo et à cheval sont déployés. Le 6 mai 2024, la sécurité du campus et la police interceptent et confisquent des provisions, notamment des masques N95 et des sacs de couchage, apportées par des sympathisants,.

### Demande d'injonction
Le 30 avril 2024, une demande d'injonction contre le campement est déposée au nom de deux étudiants de McGill, l'un juif et l'autre musulman,. Ces derniers affirment que des slogans proférés dans le cadre de la mobilisation, comme « Longue vie à l'intifada » et « Les sionistes sont racistes », créent un climat hostile sur le campus et suscitent la peur. L'injonction temporaire empêcherait les membres de cinq groupes propalestiniens, dont la SPHR, de manifester à moins de 100 mètres de quelconque des 154 édifices détenus par McGill pour une période de 10 jours,.
27 vidéos accompagnent la demande. L'une d'elles, que McGill partage aux médias et sur laquelle elle déclare « enquêter » pour cause d'antisémitisme, montre des manifestants scandant « Retournez en Europe »,. Publiée initialement sur les réseaux sociaux, la vidéo comprend une légende qualifiant ces derniers de « djihadistes ». Les membres du campement affirment que les manifestants dans la vidéo ne font pas partie des leurs, et les médias ne sont pas en mesure de vérifier que l'événement se soit produit dans le contexte de la mobilisation,.
Dans un jugement de 10 pages, la juge Chantal Masse de la Cour supérieure du Québec rejette la demande d'injonction, écrivant que les préoccupations exprimées par les étudiants « s'apparentent davantage à une peur et un inconfort subjectifs qu'à des craintes précises et sérieuses pour leur sécurité ». Elle écrit également que "la balance des inconvénients penche davantage du côté des manifestants, dont la liberté d'expression et de rassemblement pacifique serait considérablement affectée". Elle invite les manifestants propalestiniens à mieux choisir leurs mots et à « se dispenser d'utiliser ceux susceptibles d'être perçus [...] comme des appels à la violence ou comme des propos antisémites », tout en maintenant « leur message antiguerre ».

### Contre-manifestation
Le 2 mai 2024, une contre-manifestation pro-Israël a lieu devant le portail Roddick, en vue du camp. Une centaine de personnes y participent, tandis qu'environ 400 manifestants propalestiniens se trouvent de l'autre côté. Des dizaines de policiers antiémeutes sont déployés. Les manifestants pro-Israël projettent sur grand écran un documentaire sur l’attaque du Hamas contre Israël, en boucle, et font jouer de la musique en hébreu,. Il n’y a aucun incident ni arrestation en lien avec la confrontation.

## Réactions

### Du monde politique
Le 2 mai 2024, François Legault, le premier ministre du Québec, déclare le campement illégal et affirme qu'il doit être démantelé par le SPVM. Sa prise de position est critiquée, notamment par la Fédération québécoise des professeures et professeurs d'université (FQPPU). François Bonnardel et Pascale Déry, deux ministres du gouvernement Legault, ont aussi qualifié le campement d'illégal. Yves-François Blanchet, chef du Bloc québécois, a affirmé que les manifestants devaient quitter les lieux. Jagmeet Singh, chef du Nouveau Parti démocratique, a défendu leur droit de manifester mais s'est dit inquiet d'une « menace pour les étudiants juifs ». Anthony Housefather, député libéral de la région de Montréal, a publié une vidéo appelant au démantèlement du campement le jour même de son installation. Les politiciens soutenant le campement incluent la collègue libérale de Housefather, Salma Zahid. Amir Khadir et Haroun Bouazzi, deux hommes politiques associés au parti provincial Québec solidaire, ont visité le campement,.

### Accusations d'antisémitisme
Deep Saini et l'administration de McGill ont condamné un prétendu antisémitisme au sein du campement,. L'organisation juive B'nai Brith Canada a associé le campement à une hausse de l'antisémitisme. Une vidéo partagée par McGill montre un groupe de manifestants scandant « Retournez en Europe » sur le campus de l'université. Les membres du campement ont déclaré que ces manifestants ne faisaient pas partie de leur groupe. Ils ont rejeté les allégations d'antisémitisme et déclaré que la manifestation était interconfessionnelle. Un professeur juif de McGill a été de ceux affirmant que les accusations d'antisémitisme sont utilisées "pour nous interdire de critiquer Israël ",.

## Sources
1. ↑  « Le campement propalestinien de McGill est démantelé », sur https://ici.radio-canada.ca/nouvelle/2087064/campement-propalestinien-mcgill-eviction
2. ↑  (en-CA) « McGill University threatens police action to clear pro-Palestinian encampment », The Globe and Mail,‎ 29 avril 2024 (lire en ligne, consulté le 5 juillet 2024)
3. ↑  https://montrealgazette.com/news/local-news/mcgill-concordia-antisemitism-israel-palestinian-protesters
4. 1 2  (en) « 'Revolutionary youth summer program' begins at McGill pro-Palestine encampment », sur Montreal, 17 juin 2024 (consulté le 5 juillet 2024)
5. ↑  Jesse Feith, « McGill Pro-Palestinian group says it feels alienated on campus, vows to continue advocacy », Montreal Gazette,‎ 30 novembre 2023 (lire en ligne [archive du 6 décembre 2023], consulté le 3 mai 2024)
6. ↑  Jesse Feith, « Pro-Palestinian protests held in Montreal as tensions spike on campuses », Montreal Gazette,‎ 9 novembre 2023 (lire en ligne [archive du 29 novembre 2023], consulté le 3 mai 2024)
7. 1 2  Katelyn Thomas, « What really happened at Concordia? », Montreal Gazette,‎ 10 novembre 2024 (lire en ligne [archive du 11 novembre 2023], consulté le 3 mai 2024)
8. ↑  « Multiple injuries in Montreal after group altercation at Concordia University over Israel-Hamas war », CBC News,‎ 8 novembre 2024 (lire en ligne [archive du 3 mai 2024], consulté le 3 mai 2024)
9. ↑  Erika Morris, « McGill drops university name from Palestinian solidarity group over social media post », CBC News,‎ 19 décembre 2024 (lire en ligne [archive du 3 mai 2024], consulté le 3 mai 2024)
10. 1 2  Adam Gabbatt, « Four students on why they’re protesting against war in Gaza: ‘Injustice should not be accepted’ », The Guardian,‎ 26 avril 2024 (lire en ligne [archive du 26 avril 2024], consulté le 3 mai 2024)
11. 1 2 3  Jesse Feith, « McGill students vote in favour of pro-Palestinian policy », Montreal Gazette,‎ 20 novembre 2024 (lire en ligne [archive du 21 février 2024], consulté le 3 mai 2024)
12. ↑  Holly Cabrera, « Quebec Superior Court halts adoption of pro-Palestinian McGill student union policy », CBC News,‎ 23 novembre 2024 (lire en ligne [archive du 3 mai 2024], consulté le 3 mai 2024)
13. ↑  Harry North, « Pro-Palestinian students start hunger strike at McGill », Montreal Gazette,‎ 20 février 2024 (lire en ligne [archive du 23 février 2024], consulté le 3 mai 2024)
14. ↑  (en) Denise Roberts, « Pro-Palestinian protesters block entrance to McGill Bronfman building », CTV News,‎ 22 février 2024 (lire en ligne [archive du 3 mai 2024], consulté le 3 mai 2024)
15. 1 2  Léa Carrier, « Université McGill: Sans échéancier, le campement propalestinien continuera de « s’étendre » », La Presse,‎ 6 mai 2024 (lire en ligne [archive du 7 mai 2024], consulté le 7 mai 2024)
16. 1 2 3 4 5 6 7  Cassandra Yanez-Leyton, « Students set up 'indefinite' pro-Palestinian encampment at McGill University », CBC News,‎ 27 avril 2024 (lire en ligne [archive du 2 mai 2024], consulté le 3 mai 2024)
17. ↑  Alessia Simona Maratta, « Protesters at McGill encampment demand university divest from Israel », Global News,‎ 28 avril 2024 (lire en ligne [archive du 3 mai 2024], consulté le 3 mai 2024)
18. 1 2  Antoni Nerestant, « A look at where McGill's money goes — and why protesters say it's a problem », CBC News,‎ 29 avril 2024 (lire en ligne [archive du 3 mai 2024], consulté le 3 mai 2024)
19. 1 2 3 4 5 6  Léa Beaulieu-Kratchanov et Oona Barrett, « Campement à McGill : les étudiant·es tiennent tête à leurs universités pour le boycott d’Israël », Pivot,‎ 29 avril 2024 (lire en ligne [archive du 2 mai 2024], consulté le 3 mai 2024)
20. 1 2  (en) Ian Bickis, « A look at the divestment demands by McGill University protesters », CTV News,‎ 30 avril 2024 (lire en ligne [archive du 2 mai 2024], consulté le 3 mai 2024)
21. 1 2 3  Erika Morris et Kwabena Oduro, « 'We're not going anywhere,' say pro-Palestinian protesters at McGill encampment », CBC News,‎ 28 avril 2024 (lire en ligne [archive du 2 mai 2024], consulté le 3 mai 2024)
22. 1 2  « How Columbia University became the driving force behind protests over the war in Gaza », Washington Post,‎ 1er mai 2024 (lire en ligne, consulté le 3 mai 2024)
23. ↑  Niha Masih, « Who is Minouche Shafik? Protests put spotlight on Columbia’s president. », Washington Post,‎ 3 mai 2024 (lire en ligne, consulté le 3 mai 2024)
24. 1 2  (en) Morgan Lowrie, « Pro-Palestinian encampment grows at Montreal’s McGill university », Toronto Star,‎ 29 avril 2024 (lire en ligne [archive du 5 mai 2024], consulté le 4 mai 2024)
25. 1 2  (en) Laurence Brisson Dubreuil, « Students vow to 'stand their ground,' show solidarity with Palestinians at McGill encampment », CTV News,‎ 28 avril 2024 (lire en ligne [archive du 2 mai 2024], consulté le 4 mai 2024)
26. 1 2 3  Fannie Arcand, « Un campement propalestinien à McGill », La Presse,‎ 27 avril 2024 (lire en ligne [archive du 3 mai 2024], consulté le 4 mai 2024)
27. 1 2 3 4 5  Morgan Lowrie, « Les militants du campement propalestinien à McGill n'ont pas l'intention de partir », L’actualité,‎ 29 avril 2024 (lire en ligne [archive du 7 mai 2024], consulté le 4 mai 2024)
28. 1 2 3 4 5 6  (en) Joe Lofaro, « 'Divest now': Students launch encampment at McGill University », CTV News,‎ 27 avril 2024 (lire en ligne [archive du 27 avril 2024], consulté le 4 mai 2024)
29. 1 2 3 4  Paul Cherry, « Protesters set up encampment at McGill University in solidarity with Palestinians in Gaza », Montreal Gazette,‎ 27 avril 2024 (lire en ligne [archive du 7 mai 2024], consulté le 4 mai 2024)
30. 1 2 3 4 5 6 7 8 9  Verity Stevenson et Antoni Nerestant, « Student protesters at McGill encampment determined to stay after judge rejects injunction », CBC News,‎ 1er mai 2024 (lire en ligne [archive du 3 mai 2024], consulté le 4 mai 2024)
31. 1 2 3 4 5 6 7  Jesse Feith, « 'Please leave the site now,' McGill tells pro-Palestinian encampment, threatening to bring in police », Montreal Gazette,‎ 29 avril 2024 (lire en ligne [archive du 29 avril 2024], consulté le 4 mai 2024)
32. ↑  Florence Morin-Martel, « Une deuxième journée pour le campement propalestinien à McGill », Le Devoir,‎ 28 avril 2024 (lire en ligne, consulté le 4 mai 2024)
33. ↑  Ari Blaff, « McGill protesters set up first anti-Israel encampment in Canada », National Post,‎ 28 avril 2024 (lire en ligne [archive du 7 mai 2024], consulté le 4 mai 2024)
34. ↑  Philippe Granger, « Un campement propalestinien installé à McGill », Radio-Canada,‎ 27 avril 2024 (lire en ligne [archive du 2 mai 2024], consulté le 4 mai 2024)
35. ↑  Stéphanie Marin, « Mêmes buts, traitements différents pour les campements pro-Palestine en Amérique », Le Devoir,‎ 2 mai 2024 (lire en ligne [archive du 7 mai 2024], consulté le 4 mai 2024)
36. ↑  Tristin Hopper, « FIRST READING: What the Gaza encampments want and who’s organizing them », National Post,‎ 1er mai 2024 (lire en ligne [archive du 7 mai 2024], consulté le 4 mai 2024)
37. ↑  Sam Cabral et Ana Faguy, « What do pro-Palestinian student protesters at US universities want? », BBC News,‎ 26 avril 2024 (lire en ligne [archive du 3 mai 2024], consulté le 4 mai 2024)
38. ↑  Léa Carrier, « Campement propalestinien: La tension monte à McGill », La Presse,‎ 29 avril 2024 (lire en ligne [archive du 3 mai 2024], consulté le 4 mai 2024)
39. 1 2  (en-CA) Frédérik-Xavier Duhamel, « Pro-Palestinian protesters set up encampment at McGill », The Globe and Mail,‎ 28 avril 2024 (lire en ligne [archive du 4 mai 2024], consulté le 4 mai 2024)
40. ↑  « Student protesters at McGill encampment say first talks with university administration not fruitful », Radio-Canada,‎ 6 mai 2024 (lire en ligne [archive du 6 mai 2024], consulté le 7 mai 2024)
41. 1 2 3 4  Michelle Lalonde, « As mood mellows at McGill encampment, protesters dig in for the weekend », Montreal Gazette,‎ 3 mai 2024 (lire en ligne [archive du 3 mai 2024], consulté le 4 mai 2024)
42. 1 2 3  Jason Magder, « Goods entering McGill protest encampment are seized », Montreal Gazette,‎ 6 mai 2024 (lire en ligne [archive du 6 mai 2024], consulté le 7 mai 2024)
43. ↑  René Bruemmer, « Day 8 at McGill encampment: Damp, cold and determined to stay », Montreal Gazette,‎ 4 mai 2024 (lire en ligne [archive du 5 mai 2024], consulté le 7 mai 2024)
44. 1 2 3 4 5 6  Erika Morris et Matthew Lapierre, « McGill asks police for help as pro-Palestinian protesters dig in on 4th day of encampment », CBC News,‎ 30 avril 2024 (lire en ligne [archive du 3 mai 2024], consulté le 5 mai 2024)
45. 1 2 3 4 5 6  Jesse Feith, « Pro-Palestinian encampment says McGill's proposal isn't 'a serious offer' », Montreal Gazette,‎ 1er mai 2024 (lire en ligne [archive du 1er mai 2024], consulté le 5 mai 2024)
46. 1 2 3 4  Léa Carrier, Tommy Chouinard et Mayssa Ferah, « Manifestations pro-israélienne et propalestinienne: « On ne va pas les laisser nous déranger » », La Presse,‎ 2 mai 2024 (lire en ligne [archive du 3 mai 2024], consulté le 5 mai 2024)
47. 1 2  Florence Morin-Martel, « Les membres du campement de McGill «toujours motivés», après plus d’une semaine », Le Devoir,‎ 5 mai 2024 (lire en ligne [archive du 7 mai 2024], consulté le 6 mai 2024)
48. 1 2 3  Morgan Lowrie et Ritika Dubey, « McGill pro-Palestinian encampment now a 'tiny city' », CBC News,‎ 5 mai 2024 (lire en ligne [archive du 7 mai 2024], consulté le 7 mai 2024)
49. ↑  Verity Stevenson, « McGill encampment supporters reflect on the ups and downs of a week in protest », CBC News,‎ 3 mai 2024 (lire en ligne [archive du 5 mai 2024], consulté le 5 mai 2024)
50. 1 2 3  Tyler Dawson, « Quebec court won't order removal of McGill anti-Israel protest encampment », National Post,‎ 1er mai 2024 (lire en ligne [archive du 7 mai 2024], consulté le 5 mai 2024)
51. ↑  (en) Rachel Lau et Daniel J. Rowe, « Counter-protesters face off with pro-Palestinian encampment group at McGill University », CTV News,‎ 2 mai 2024 (lire en ligne [archive du 3 mai 2024], consulté le 6 mai 2024)
52. 1 2  Rania Massoud, « Au campement pro-Gaza de McGill, les étudiants sont « prêts à toute éventualité » », Radio-Canada,‎ 29 avril 2024 (lire en ligne [archive du 3 mai 2024], consulté le 4 mai 2024)
53. 1 2  René Bruemmer, « Convocation ceremonies will go on despite protest encampment, McGill says », Montreal Gazette,‎ 8 mai 2024 (lire en ligne, consulté le 10 mai 2024)
54. 1 2  Mayssa Ferah et Fannie Arcand, « Campement propalestinien à McGill: De nouveaux manifestants offrent leur soutien », La Presse,‎ 4 mai 2024 (lire en ligne [archive du 5 mai 2024], consulté le 5 mai 2024)
55. ↑  Julien Denis et Étienne Fortin-Gauthier, « On attend plus de manifestants en fin de semaine au campement à McGill », Noovo Info,‎ 3 mai 2024 (lire en ligne [archive du 5 mai 2024], consulté le 5 mai 2024)
56. 1 2 3 4 5 6  Matthew Lapierre et Erika Morris, « Protesters at McGill pro-Palestinian encampment are staying put despite warning for them to leave », CBC News,‎ 29 avril 2024 (lire en ligne [archive du 3 mai 2024], consulté le 6 mai 2024)
57. 1 2 3  (en-CA) Frédérik-Xavier Duhamel et Joe Friesen, « McGill University threatens police action to clear pro-Palestinian encampment », The Globe and Mail,‎ 29 avril 2024 (lire en ligne [archive du 6 mai 2024], consulté le 6 mai 2024)
58. 1 2 3 4 5  Zacharie Goudreault et Stéphanie Marin, « Une action judiciaire pour limiter les manifestations sur le campus de McGill », Le Devoir,‎ 30 avril 2024 (lire en ligne [archive du 7 mai 2024], consulté le 6 mai 2024)
59. ↑  Rania Massoud, « Campement propalestinien à McGill : la Cour supérieure rejette la demande d’injonction », Radio-Canada,‎ 1er mai 2024 (lire en ligne [archive du 4 mai 2024], consulté le 6 mai 2024)
60. 1 2 3  Verity Stevenson et Antoni Nerestant, « On Day 6 of McGill encampment, pro-Palestinian and pro-Israel protesters face off », CBC News,‎ 2 mai 2024 (lire en ligne [archive du 4 mai 2024], consulté le 6 mai 2024)
61. 1 2  Léa Carrier, « Campement propalestinien à McGill: La demande d’injonction rejetée par la Cour supérieure », La Presse,‎ 1er mai 2024 (lire en ligne [archive du 3 mai 2024], consulté le 6 mai 2024)
62. 1 2  Paul Cherry, « Superior Court judge rejects request for an injunction involving McGill encampment », Montreal Gazette,‎ 1er mai 2024 (lire en ligne [archive du 2 mai 2024], consulté le 6 mai 2024)
63. 1 2 3 4  « Pro-Palestinian encampment at McGill is illegal, Legault says », Montreal Gazette,‎ 2 mai 2024 (lire en ligne [archive du 3 mai 2024], consulté le 6 mai 2024)
64. ↑  Zacharie Goudreault et Marie-Michèle Sioui, « Legault demande le démantèlement du campement de McGill et essuie des critiques », Le Devoir,‎ 2 mai 2024 (lire en ligne [archive du 7 mai 2024], consulté le 6 mai 2024)
65. 1 2  Sandrine Vieira et Marie-Michèle Sioui, « Le campement pro-Palestine à McGill est «illégal», disent Déry et Bonnardel », Le Devoir,‎ 30 avril 2024 (lire en ligne [archive du 7 mai 2024], consulté le 7 mai 2024)
66. ↑  « Une injonction provisoire contre le campement propalestinien à McGill déposée mardi », Radio-Canada,‎ 29 avril 2024 (lire en ligne [archive du 4 mai 2024], consulté le 7 mai 2024)
67. ↑  (en) Jillian Kestler-D'Amours, « ‘Greater than an encampment’: Why Gaza student protests strike a chord », Al Jazeera,‎ 2 mai 2024 (lire en ligne [archive du 5 mai 2024], consulté le 6 mai 2024)